# Macari d'Ancira
Macari d'Ancira (en llatí Macarius, en grec antic Μακάριος) va ser un arquebisbe grec, metropolità d'Ancira (Ancyra) a la primera part del segle xv.
Va escriure un llibre contra l'església llatina titulat Κατα τῆς τῶν Λατίνων κακοδοξίας καὶ κατὰ Βαρλαὰμ καὶ Ἀκινδύνον, Adversus Maligna Latinorium Dogmata et contra Barlaam et Acindynum. Lleó Al·laci cita diversos fragments de la seva obra, de la que diu que era insignificant i plena de coses absurdes. Fabricius l'inclou a la Bibliotheca Graeca.